# ناندو (لاعب كرة قدم موزمبيقي)
ناندو (بالبرتغالية: Fernando Matola‏) هو لاعب كرة قدم موزمبيقي في مركز الدفاع، ولد في 9 أغسطس 1982 في مابوتو في موزمبيق، وتوفي في 2 سبتمبر 2007 بسبب حادث مرور. شارك مع منتخب موزمبيق لكرة القدم. أما مع النوادي، فقد لعب مع نادي بلاك ليوباردز.

## وصلات خارجية
- ناندو (لاعب كرة قدم موزمبيقي) على موقع قاعدة بيانات كرة القدم.إي يو (الإنجليزية)
- ناندو (لاعب كرة قدم موزمبيقي) على موقع ناشيونال فوتبول تيمز (الإنجليزية)